# Transpeninsulaire Snelweg

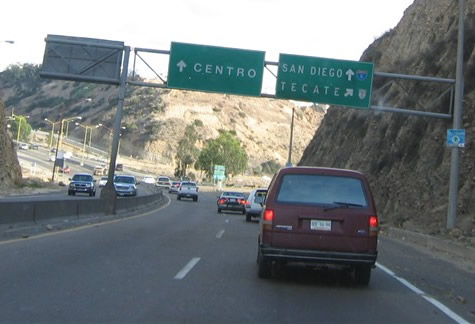
Transpeninsulaire Snelweg ter hoogte van San Diego

De Transpeninsulare Snelweg (Spaans: Carretera Transpenisular), formeel de Federale Snelweg 1 (Spaans: Carretera Federal 1) is een autosnelweg in Mexico. De snelweg loopt over de volle lengte van het schiereiland Neder-Californië en verbindt Tijuana met Cabo San Lucas. Andere steden aan deze weg zijn Playas de Rosarito, Ensenada, Mulegé, Loreto en La Paz. De snelweg heeft een lengte van 1711 kilometer.